# 歸崇敬
归崇敬（720年—799年），字正礼，唐朝官员，苏州吴县（今江苏省苏州市）人。
归崇敬年少勤学，以经业擢第。唐玄宗天宝末年，举博通坟典科，对策第一，授任为左拾遗。历任起居郎、主客员外郎，均兼史馆修撰，并参议国典大礼。吐蕃入侵，唐代宗入陕州，召问归崇敬国家得失，归崇敬回答民生疲敝，应该以俭化天下。大历初年，担任仓部郎中。大历三年（768年）出使新罗，充吊祭、册立新罗使，册封金運为新罗王。唐德宗时官至工部尚书、翰林学士，以兵部尚书致仕。去世后，谥号宣。其子歸登，歸登子歸融。

## 延伸阅读
[在维基数据编辑]
 在维基文库阅读此作者作品
 《舊唐書·卷149》，出自刘昫《舊唐書》
 《新唐書·卷164》，出自《新唐書》